# 西里尼亚诺
西里尼亚诺（義大利語：Sirignano），是意大利阿韦利诺省的一个市镇。总面积6平方公里，人口2982人，人口密度497.0人/平方公里（2009年）。ISTAT代码为064100。